# Derxena discata
Derxena discata är en fjärilsart som beskrevs av Louis Beethoven Prout 1897. Derxena discata ingår i släktet Derxena och familjen mätare. Inga underarter finns listade i Catalogue of Life.